# Sinibaldo
Sinibaldo (fl. XIV secolo) è stato un vescovo cattolico italiano, vescovo di Noli menzionato nel 1317.
Menzionato nel 1317, era probabilmente ancora vescovo nel 1321 quando i ghibellini tentarono di espugnare la città guelfa di Noli inviando soldati via terra e 18 galee. In soccorso ai nolesi giunsero 15 galee comandate da Pietro Guano che si scontrarono con le avversarie nel mare davanti a Spotorno. In numero inferiore dei ghibellini, i guelfi accorsi in aiuto a Noli dovettero ritirarsi nel porto di Genova. La città di Noli, persa ogni speranza di resistere, si arrese consegnandosi ai marchesi Del Carretto che si impossessarono anche del castello. Quasi certamente è a causa delle vicende di questi anni che parte dei documenti ecclesiastici non furono scritti o andarono perduti.